# 高島肇久
高島 肇久（たかしま はつひさ、1940年9月1日 - ）は、海外通信・放送・郵便事業支援機構会長、外務省参与。NHK解説委員長、国際連合広報センター所長、外務省大臣官房外務報道官、BBCワールドニュース放送番組審議会委員、日本国際放送社長など歴任。

## 人物
東京出身。東京学芸大学附属高等学校を経て学習院大学政経学部政治学科卒業。

### NHK時代
大学卒業後の1963年、NHKに入局し報道局記者となる。高松放送局を経て1968年から報道局外信部(現在の国際部)。サイゴン支局特派員（1972年～1973年）NHKワシントン支局特派員（1974年～1978年、1982年～1984年の2回）、NHKロンドン支局長（1984年～1988年）を経験。この間に特集番組などの企画制作にも携わった。
1988年報道局国際部長を歴任。1990年からは『NHKニュース21』の編集長（メインキャスター）となり、同番組にレギュラー出演した。1991年から報道局長、1992年から海外企画局長、1996年放送総局特別主幹（理事待遇）・解説委員長と昇格し、2000年に定年退職。

### NHK退職後
2000年9月には国際連合広報センター (UNIC)(東京) 所長に就任。さらに、2002年8月からの3年間、民間人として外務省外務報道官を務めた。2005年8月からは同職を鹿取克章に譲り、自らは外務省参与となった。
2006年度からは学習院大学法学部特別客員教授及び国連大学学長特別顧問に就任。2008年9月より、NHKなどが出資し、国際放送分野の強化を図るため同年4月に設立された日本国際放送の代表取締役社長を務めた。日本国際フォーラム政策委員。2015年、株式会社海外通信・放送・郵便事業支援機構取締役会長。2017年、天皇ベトナム訪問に外務省参与として随行。

## 出演番組
- NHKニュース21
- あすを読む